# Herreruela (kommun)
Herreruela är en kommun i Spanien.   Den ligger i provinsen Provincia de Cáceres och regionen Extremadura, i den västra delen av landet, 290 km väster om huvudstaden Madrid. Antalet invånare är 365.